# Lista celor mai costisitoare filme care nu sunt în limba engleză
Aceasta este o listă a celor mai costisitoare filme care nu sunt în limba engleză (care nu au ca limbă principală limba engleză), bugetele lor sunt exprimate în dolari americani. Sunt enumerate în această listă doar filme cu bugete care depășesc 30 milioane de dolari americani. 
Dacă sursa prezintă bugetul în moneda autohtonă, conversia se efectuează utilizând cursul de schimb al anului premierei, conform The World Factbook. În absența anului exact, se folosește anul cel mai apropiat.

## Listă
| Loc | Titlu internațional                                                                        | Țară                                            | Limba principală                               | Premiera | Buget de producție (est.) |
| --- | ------------------------------------------------------------------------------------------ | ----------------------------------------------- | ---------------------------------------------- | -------- | ------------------------- |
| 1   | Monster Hunt 2 (Zhuo yao ji 2)                                                             | China                                           | mandarină                                      | 2018     | $143,000,000              |
| 2   | Asterix at the Olympic Games (Asterix la Jocurile Olimpice) (Asterix at the Olympic Games) | Franța                                          | franceză                                       | 2008     | $113,500,000              |
| 3   | Asura                                                                                      | China                                           | mandarină                                      | 2018     | $100,000,000              |
| 4   | The Flowers of War                                                                         | China                                           | mandarină, engleză, japoneză                   | 2011     | $94,000,000               |
| 5   | 2.0                                                                                        | India                                           | Tamil                                          | 2018     | $87,500,000               |
| 6   | The Monkey King 3                                                                          | Hong Kong, China                                | mandarină                                      | 2018     | $87,300,000               |
| 7   | Red Cliff                                                                                  | China                                           | mandarină                                      | 2008     | $80,000,000               |
| 8   | Asterix and Obelix: God Save Britannia                                                     | Franța                                          | franceză                                       | 2012     | $77,600,000               |
| 9   | D-War II: Mysteries of the Dragon                                                          | Coreea de Sud, Statele Unite                    | engleză, coreeană                              | 2007     | $77,000,000               |
| 10  | Dragon Blade                                                                               | China                                           | mandarină, engleză, latină, turcă              | 2015     | $65,000,000               |
| 10  | Air Strike                                                                                 | China                                           | mandarină, engleză                             | 2018     | $65,000,000               |
| 12  | Journey to the West: Conquering the Demons 2                                               | China                                           | mandarină                                      | 2017     | $64,000,000               |
| 13  | The Mermaid                                                                                | China                                           | mandarină                                      | 2016     | $60,700,000               |
| 14  | Mesrine                                                                                    | Franța                                          | franceză, spaniolă, engleză                    | 2008     | $60,000,000               |
| 14  | The Monkey King                                                                            | China, Hong Kong                                | mandarină, cantoneză                           | 2014     | $60,000,000               |
| 14  | The Monkey King 2                                                                          | Hong Kong, China                                | mandarină                                      | 2016     | $60,000,000               |
| 17  | Che                                                                                        | Statele Unite, Franța, Spania                   | spaniolă, engleză                              | 2008     | $58,000,000               |
| 18  | A Very Long Engagement                                                                     | Franța                                          | franceză                                       | 2004     | $56,600,000               |
| 19  | Monster Hunt                                                                               | China                                           | mandarină                                      | 2015     | $56,000,000               |
| 20  | Sur la piste du Marsupilami                                                                | Franța                                          | franceză                                       | 2012     | $50,800,000               |
| 21  | Railroad Tigers                                                                            | China                                           | mandarină                                      | 2016     | $50,000,000               |
| 21  | The Wandering Earth                                                                        | China                                           | mandarină                                      | 2019     | $50,000,000               |
| 23  | The Tale of the Princess Kaguya                                                            | Japonia                                         | japoneză                                       | 2013     | $49,300,000               |
| 24  | Gone with the Bullets                                                                      | China                                           | mandarină                                      | 2014     | $48,800,000               |
| 25  | The Crossing                                                                               | China                                           | mandarină, japoneză                            | 2014     | $48,600,000               |
| 26  | Asterix & Obelix Take On Caesar                                                            | Franța                                          | franceză                                       | 1999     | $48,000,000               |
| 26  | Thugs of Hindostan                                                                         | India                                           | Hindi                                          | 2018     | $48,000,000               |
| 28  | Astérix și Obélix: Misiune Cleopatra                                                       | Franța                                          | franceză                                       | 2002     | $47,000,000               |
| 29  | Crimson Rivers II: Angels of the Apocalypse                                                | Franța                                          | franceză                                       | 2004     | $46,400,000               |
| 30  | The Extraordinary Adventures of Adèle Blanc-Sec                                            | Franța                                          | franceză                                       | 2010     | $46,000,000               |
| 30  | Mahavir Karna                                                                              | India                                           | Malayalam, Tamil, Hindi                        | 2019     | $46,000,000               |
| 30  | RRR                                                                                        | India                                           | Telugu                                         | 2019     | $46,000,000               |
| 30  | Saaho                                                                                      | India                                           | Hindi, Tamil, Telugu                           | 2019     | $46,000,000               |
| 34  | Pinocchio                                                                                  | Italia                                          | italiană                                       | 2002     | $45,000,000               |
| 34  | Curse of the Golden Flower                                                                 | China                                           | mandarină                                      | 2006     | $45,000,000               |
| 34  | Gantz & Gantz: Perfect Answer                                                              | Japonia                                         | japoneză                                       | 2011     | $45,000,000               |
| 34  | Gladiators of Rome                                                                         | Italia                                          | italiană                                       | 2012     | $45,000,000               |
| 34  | Beauty and the Beast                                                                       | Franța                                          | franceză                                       | 2014     | $45,000,000               |
| 39  | Why I Did (Not) Eat My Father                                                              | Franța, Belgia, Italia                          | franceză                                       | 2014     | $44,000,000               |
| 40  | Asterix: The Land of the Gods                                                              | Franța                                          | franceză                                       | 2014     | $43,000,000               |
| 41  | Les Dalton                                                                                 | Franța                                          | franceză, engleză                              | 2004     | $42,000,000               |
| 42  | Bounty Hunters                                                                             | Hong Kong, China, Coreea de Sud                 | mandarină, coreeană                            | 2016     | $41,500,000               |
| 43  | Antarctica (1983 film)                                                                     | Japonia                                         | japoneză, engleză                              | 1983     | $40,000,000               |
| 43  | The Promise                                                                                | China                                           | mandarină                                      | 2005     | $40,000,000               |
| 43  | Apocalypto                                                                                 | Statele Unite                                   | maiașă                                         | 2006     | $40,000,000               |
| 43  | Nomad                                                                                      | Statele Unite, Franța, Rusia, Kazakhstan        | rusă, kazakă                                   | 2007     | $40,000,000               |
| 43  | The Warlords                                                                               | China, Hong Kong                                | mandarină                                      | 2007     | $40,000,000               |
| 43  | Muhammad: The Messenger of God (Muhammad: Mesagerul lui Dumnezeu)                          | Iran                                            | persană, arabă, engleză                        | 2015     | $40,000,000               |
| 49  | The Grandmaster                                                                            | China, Hong Kong                                | mandarină, cantoneză, japoneză                 | 2007     | $38,600,000               |
| 49  | League of Gods                                                                             | China                                           | mandarină, cantoneză                           | 2016     | $38,600,000               |
| 51  | Treasured Island                                                                           | Franța                                          | franceză                                       | 2007     | $38,500,000               |
| 52  | Baahubali 2: The Conclusion                                                                | India                                           | Telugu, Tamil                                  | 2017     | $38,400,000               |
| 53  | The Tiger Brigades                                                                         | Franța                                          | franceză                                       | 2006     | $38,000,000               |
| 53  | Wolf Totem                                                                                 | China, Franța                                   | mandarină, mongolă                             | 2015     | $38,000,000               |
| 55  | Empire of the Wolves                                                                       | Franța                                          | franceză                                       | 2005     | $37,100,000               |
| 55  | Le deuxième souffle                                                                        | Franța                                          | franceză                                       | 2007     | $37,100,000               |
| 56  | Mojin: The Lost Legend                                                                     | China                                           | mandarină                                      | 2015     | $37,000,000               |
| 58  | The Inhabited Island                                                                       | Rusia                                           | rusă                                           | 2008     | $36,600,000               |
| 59  | Ip Man 3                                                                                   | Hong Kong                                       | cantoneză                                      | 2015     | $36,000,000               |
| 59  | A Monster in Paris                                                                         | Franța                                          | franceză, engleză                              | 2011     | $36,000,000               |
| 61  | Arsène Lupin                                                                               | Franța, Italia, Spania                          | franceză                                       | 2004     | $35,600,000               |
| 61  | Paris 36                                                                                   | Franța                                          | franceză                                       | 2008     | $35,600,000               |
| 61  | Supercondriaque                                                                            | Franța                                          | franceză                                       | 2014     | $35,600,000               |
| 64  | Michel Vaillant                                                                            | Franța                                          | franceză                                       | 2003     | $35,400,000               |
| 65  | The Barber of Siberia                                                                      | Rusia, Franța, Italia, Republica Cehă           | rusă, engleză                                  | 1998     | $35,000,000               |
| 65  | The Legend of Zu                                                                           | Hong Kong                                       | mandarină, cantoneză                           | 2001     | $35,000,000               |
| 65  | Hero                                                                                       | China                                           | mandarină                                      | 2002     | $35,000,000               |
| 65  | The Tiger and the Snow                                                                     | Italia                                          | Italiană, engleză, arabă                       | 2005     | $35,000,000               |
| 65  | The Flying Swords of Dragon Gate                                                           | China, Hong Kong                                | mandarină                                      | 2011     | $35,000,000               |
| 65  | Stand by Me Doraemon                                                                       | Japonia                                         | japoneză                                       | 2014     | $35,000,000               |
| 71  | The Stone Council⁠(fr)[traduceți]                                                           | Franța                                          | franceză                                       | 2006     | $34,000,000               |
| 71  | Nothing to Declare                                                                         | Franța                                          | franceză                                       | 2011     | $34,000,000               |
| 71  | Ponyo                                                                                      | Japonia                                         | japoneză                                       | 2011     | $34,000,000               |
| 71  | Padmaavat                                                                                  | India                                           | Hindi                                          | 2018     | $34,000,000               |
| 75  | Un plan parfait                                                                            | Franța                                          | franceză                                       | 2012     | $33,700,000               |
| 76  | Fanfan La Tulipe                                                                           | Franța                                          | franceză                                       | 2003     | $33,600,000               |
| 77  | Jappeloup                                                                                  | Franța                                          | franceză                                       | 2013     | $33,300,000               |
| 78  | Zhong Kui: Snow Girl and the Dark Crystal                                                  | China                                           | mandarină                                      | 2015     | $33,000,000               |
| 79  | La Vérité si je mens ! 3⁠(fr)[traduceți]                                                    | Franța                                          | franceză                                       | 2012     | $32,900,000               |
| 80  | The Three-Body Problem                                                                     | China                                           | mandarină, engleză                             | 2017     | $32,300,000               |
| 81  | Iceman                                                                                     | Hong Kong, China                                | cantoneză, mandarină, Hindi, engleză, japoneză | 2014     | $32,200,000               |
| 81  | Tiger Zinda Hai                                                                            | India                                           | Hindi, Urdu                                    | 2017     | $32,200,000               |
| 82  | D-War                                                                                      | Coreea de Sud                                   | engleză, coreeană                              | 2007     | $32,000,000               |
| 82  | Lady of the Dynasty                                                                        | China                                           | mandarină                                      | 2015     | $32,000,000               |
| 82  | Call of Heroes                                                                             | Hong Kong, China                                | mandarină                                      | 2016     | $32,000,000               |
| 85  | Bon Voyage                                                                                 | Franța                                          | franceză                                       | 2003     | $31,000,000               |
| 85  | Sky Fighters                                                                               | Franța                                          | franceză                                       | 2005     | $31,000,000               |
| 85  | Largo Winch 2                                                                              | Franța                                          | franceză                                       | 2011     | $31,000,000               |
| 88  | Pokémon: The Movie 2000                                                                    | Japonia                                         | japoneză                                       | 1999     | $30,000,000               |
| 88  | Patimile lui Hristos                                                                       | Statele Unite                                   | aramaică, latină, ebraică                      | 2004     | $30,000,000               |
| 88  | Alatriste                                                                                  | Spania                                          | spaniolă, olandeză                             | 2006     | $30,000,000               |
| 88  | Arn: Cavalerul templier                                                                    | Suedia, Danemarca, Norvegia, Finlanda, Germania | suedeză, engleză, latină, arabă, franceză      | 2007     | $30,000,000               |
| 88  | Baarìa                                                                                     | Italia                                          | Siciliană, Italiană                            | 2009     | $30,000,000               |
| 88  | 1911                                                                                       | China                                           | mandarină, engleză                             | 2011     | $30,000,000               |
| 88  | Space Pirate Captain Harlock                                                               | Japonia                                         | japoneză                                       | 2013     | $30,000,000               |
| 88  | The Wind Rises                                                                             | Japonia                                         | japoneză, franceză, germană, italiană          | 2013     | $30,000,000               |
| 88  | Stalingrad                                                                                 | Rusia                                           | rusă, germană                                  | 2013     | $30,000,000               |
| 88  | Hollywood Adventures                                                                       | China                                           | mandarină, engleză                             | 2015     | $30,000,000               |

## Vezi și
- Lista celor mai scumpe filme
- Cinematografia mondială
- Bătălia de pe Neretva (film)